# Красная Поляна (Оренбургский район)
Кра́сная Поля́на — хутор в Оренбургском районе Оренбургской области. Входит в состав Сергиевского сельсовета.

## География
Хутор находится на расстоянии 122 км к северо-западу от города Оренбург, административного центра района и области.

### Часовой пояс
Хутор Красная Поляна, как и вся Оренбургская область, находится в часовой зоне МСК+2. Смещение применяемого времени относительно UTC составляет +5:00.

## Население
| 2010 |
| ---- |
| 74   |